# Razgradská oblast
Razgradská oblast (bulharsky Област Разград) je jedna z oblastí Bulharska. Leží na severovýchodě země a jejím správním střediskem je Razgrad.

## Obštiny

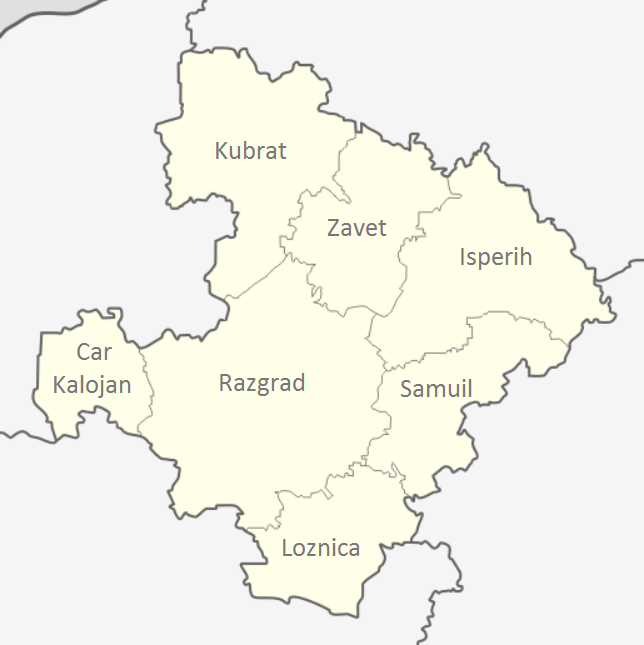
Razgradská oblast

Oblast se administrativně dělí na 7 obštin.
| Obština - Car Kalojan - Isperich - Kubrat - Loznica - Razgrad - Samuil - Zavet | Sídlo - Car Kalojan - Isperich - Kubrat - Loznica - Razgrad - Samuil - Zavet |

## Města
Správním střediskem oblasti je Razgrad, kromě sídelních měst jednotlivých obštin, přičemž Samuil městem není, se zde žádná další města nenacházejí.

## Obyvatelstvo
K 15. prosinci 2024 v oblasti žilo 119 624 obyvatel a bylo zde trvale hlášeno 167 076 obyvatel. Podle sčítání 7. září 2021 bylo národnostní složení následující:
- Turci: 49 318 (51.2 %)
- Bulhaři: 38 873 (40.4 %)
- Romové: 5 806 (6.0 %)
- ostatní[p 2]: 2 314 (2.4 %)